# Etozolina
L'etozolina è un diuretico dell'ansa con azione prolungata; è dotato quindi di attività antiipertensiva. Due o tre settimane dopo l'inizio della terapia si manifesta l'azione antiipertensiva, sia a livello della pressione diastolica, sia sistolica.

## Descrizione
Dopo somministrazione orale il 90% circa di una dose di etozolina viene rapidamente assorbito dal tratto gastrointestinale. Il 35-45% dell'etozolina si lega alle proteine plasmatiche. Il farmaco subisce deacetilazione con formazione di ozolinone, metabolita con attività farmacologica maggiore dell'etozolina. Il farmaco e i suoi metaboliti vengono escreti nelle urine e una piccola quota anche nella bile. L'emivita plasmatica è di circa 2 ore per l'etozolina e di 4-8 ore per l'ozolinone.
Nel topo e nel ratto i valori della LD50 per i.p. sono rispettivamente di 1,210 g/kg e di 1,575 g/kg.
L'etozolina è indicata nel trattamento dell'ipertensione arteriosa di origine renale, cardiaca ed epatica.
Il dosaggio viene stabilito sulla base delle condizioni generali del paziente. Nella terapia dell'ipertensione la dose iniziale è di 400 mg/die nei primi due giorni di trattamento; segue una dose di mantenimento di 200 mg al giorno oppure ogni due giorni. Il trattamento degli edemi, in genere, viene eseguito con 400-800 mg di farmaco al giorno in una dose unica, mentre la terapia di mantenimento prevede 400 mg al giorno oppure ogni 2-3 giorni.
Sono quelli generali dei diuretici; l'ingestione prolungata di dosi elevate può provocare una perdita eccessiva di sali che può causare sonnolenza, vertigini, parestesie, inappetenza, vomito e stato confusionale.

## Controindicazioni
L'etozolina è controindicata negli stati gravi di insufficienza epatica e renale oppure quando sussistano condizioni di grave squilibrio idrosalino ed osmotico (es. in caso di vomito frequente, diarrea persistente, coma diabetico). Nei trattamenti prolungati, anche se l'escrezione di potassio è di scarsa entità, è consigliata la determinazione periodica del quadro elettrolitico sia plasmatico che urinario. Il farmaco può causare iperuricemia e iperazotemia.
Possono manifestarsi un grave squilibrio del bilancio idroelettrolitico e disturbi del circolo. Si interviene con una appropriata integrazione di liquidi ed elettroliti.
Occorre ricordare che, quando l'etozolina è somministrata in concomitanza con glicosidi cardioattivi, si può avere aumento della sensibilità del miocardio alla digitale, poiché l'etozolina può provocare ipokaliemia.